# Afraltha xanthocharis
Afraltha xanthocharis is een vlinder uit de familie slakrupsvlinders (Limacodidae). De wetenschappelijke naam van deze soort is voor het eerst geldig gepubliceerd in 1955 door Clench.
De soort komt voor in tropisch Afrika.